# Чэнь Тао
Чэнь Тао (кит. упр. 陈涛; 11 марта 1985, Аньшань, Ляонин) — китайский футболист, нападающий, мог сыграть в полузащите. В настоящее время начал карьеру тренера. 

## Клубная карьера

### Шэньян Цзиньдэ
Чэнь Тао начал профессиональную карьеру в клубе «Шэньян Цзиньдэ» в Лиге Цзя-А в сезоне 2003 года. Его игра произвела хорошее впечатление - всего он сыграл восемнадцать матчей и забил один гол. В последующих сезонах он показал себя в качестве важного командного игрока и полностью закрыл свою позицию, а в сезоне 2004 года стал капитаном. Несмотря на то, что «Шэньян Цзиньдэ» занимал места в середине турнирной таблица по итогам розыгрыша, Чэнь Тао оставался лоялен своей команде даже тогда, когда клуб переехал в Чанша, провинция Хунань и сменил название на «Чанша Цзиньдэ». Лишь перед началом сезона 2008 года в Суперлиге возникли разногласия с клубом по поводу трансфера. Чэнь Тао объявил, что если не состоится его переход в команду российского чемпионата «Луч-Энергия» из Владивостока, он может закончить карьеру в национальной команде. «Луч-Энергия» объявил о том, что клубам удалось договориться по трансферной стоимости игрока с «Чанша Цзиньдэ», но бумаги футболиста не пришли и трансфер был отменён.

### Шанхай Шэньхуа
После целого сезона, в течение которого Чэнь Тао не смог решить проблемы с клубом и в это же время был связан контрактом с «Чанша Цзиньдэ», в итоге он в начале 2009 года перешёл в «Шанхай Шэньхуа». Дебют за новую команду состоялся в его 24-й день рождения в первом матче в Лиге чемпионов Азии группового этапа против команды «ФК Сингапур Армед Форсес», в котором «Шанхай Шэньхуа» одержал победу с счётом 4-1. В новую команду новый игрок вписался достаточно быстро - 3 апреля 2009 года забил дебютный гол за «Шанхай» в игре Суперлиги против «Шаньдун Лунэн», а матч закончился в пользу «Шанхая» 4-1. В этом сезоне «Шанхай Шэньхуа» рассматривался как один из претендентов на титул чемпиона страны, однако финишировал лишь на пятом месте. Решение проблем клуба связывали с приходом нового опытного тренера, им стал Мирослав Блажевич. Именно он решил заменить на позиции центрального полузащитника Цзян Куня.

### Тяньцзинь Тэда
После того, как в «Шанхай Шэньхуа» Чэнь Тао перестал попадать в состав, он получил возможность уйти в аренду в клуб Суперлиги «Тяньцзинь Тэда» и начал в нём сезон 2010 года. Дебют в новой команде состоялся 27 июля 2010 года, в нём Чэню удалось отличиться, а клуб победил со счётом 2-1 «Хэнань Констракшн». Чэнь Тао завоевал место в основном составе, а также помог «Тяньцзинь Тэда» стать призёрами чемпионата. После успешного старта Чэнь 14 февраля 2011 года перешёл в «Тяньцзинь Тэда», подписав с клубом контракт.

### Далянь Аэрбин
21 декабря 2013 года Чэнь покинул «Тяньцзинь» и перешёл в «Далянь Аэрбин». Дебют состоялся 9 марта 2013 года в матче против «Шаньдун Лунэн», а команда проиграла с минимальным счётом 1-0.

## Карьера в сборной
В сезоне 2004 года был признан лучшим молодым игроком Китая. С 2005 года стал призываться в национальную сборную Китая. За Олимпийскую сборную Китая провёл 2 матча, выходя на замену.
Первого международного успеха добился в 2007 году на Международном молодёжном турнире в Тулоне, Франция, где сборная Китая впервые дошла до финала, уступив там Франции со счётом 1:3. Чэнь Тао был капитаном своей сборной и забил 2 гола. Он был награждён призом самого изящного игрока турнира. Чэнь Тао забил один из самых красивых голов турнира в победном матче против Ганы (2:1).

### Голы за сборную
В списке результатов голы Китая представлены первыми.
| Дата         | Место   | Соперник   | Счёт | Итог | Соревнование                                            |
| ------------ | ------- | ---------- | ---- | ---- | ------------------------------------------------------- |
| 23 июля 2011 | Куньмин | Флаг Лаоса | 2–2  | 7–2  | Чемпионат мира по футболу 2014 (отборочный турнир, АФК) |
| 23 июля 2011 | Куньмин | Флаг Лаоса | 6–2  | 7–2  | Чемпионат мира по футболу 2014 (отборочный турнир, АФК) |

## Достижения

### Международные
Китай :
- Чемпион Восточной Азии : 2005

### Клубные
«Тяньцзинь Тэда» :
- Обладатель Кубка Китая : 2011

 «Сычуань Лонгфор» :
- Победитель Второй лиги Китая : 2018

### Индивидуальные
- Лучший молодой игрок по версии КФА : 2004